# Somers (Connecticut)
Somers ist eine Stadt (Town) im Tolland County im US-Bundesstaat Connecticut der Vereinigten Staaten.
Bei der Volkszählung 2010 wurden 11.444 Einwohner ermittelt.

## Geographie
Die geographischen Koordinaten sind: 41,98° Nord, 72,45° West. Das Stadtgebiet hat eine Größe von 73,8 km². Somer liegt weniger als zehn Kilometer südlich der Grenze Connecticuts zu Massachusetts. Die Entfernung zum südlich gelegenen Hartfort, der Hauptstadt Connecticuts, beträgt etwa 32 Kilometer (Luftlinie). Nordwestlich liegt Springfield (Massachusetts) in etwa 18 Kilometern Entfernung.